# Бабина (район Зволен)
Бабина (словац. Babiná, нем. Frauenstuhl, венг. Bábaszék) — деревня в районе Зволен Банска-Бистрицкого края в центральной Словакии.
Расположена в Зволенской котловине в Словацких Средних горах примерно в 18 км к югу от административного центра г. Зволен.
Население — 555 человек на 31 декабря 2020 года.

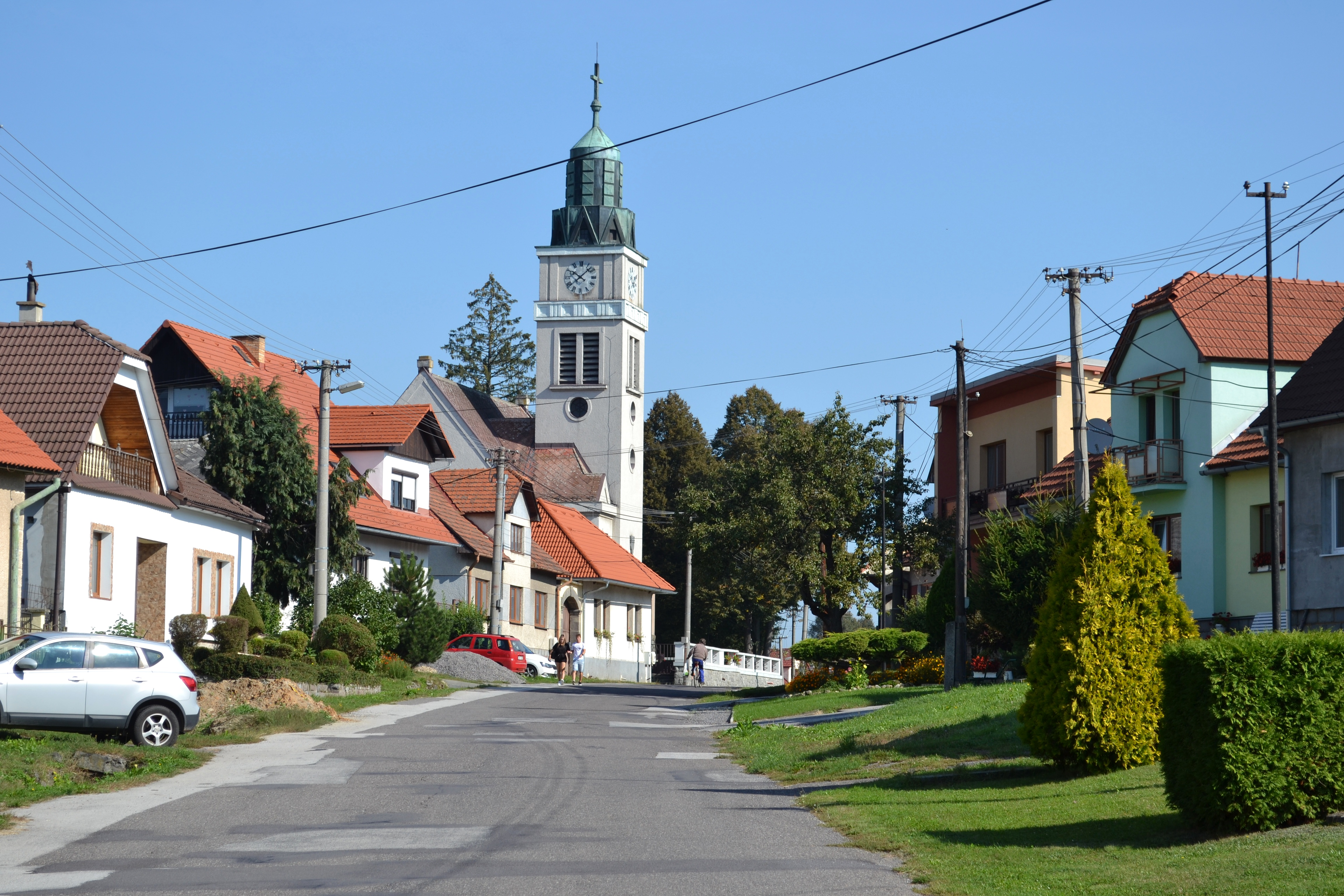

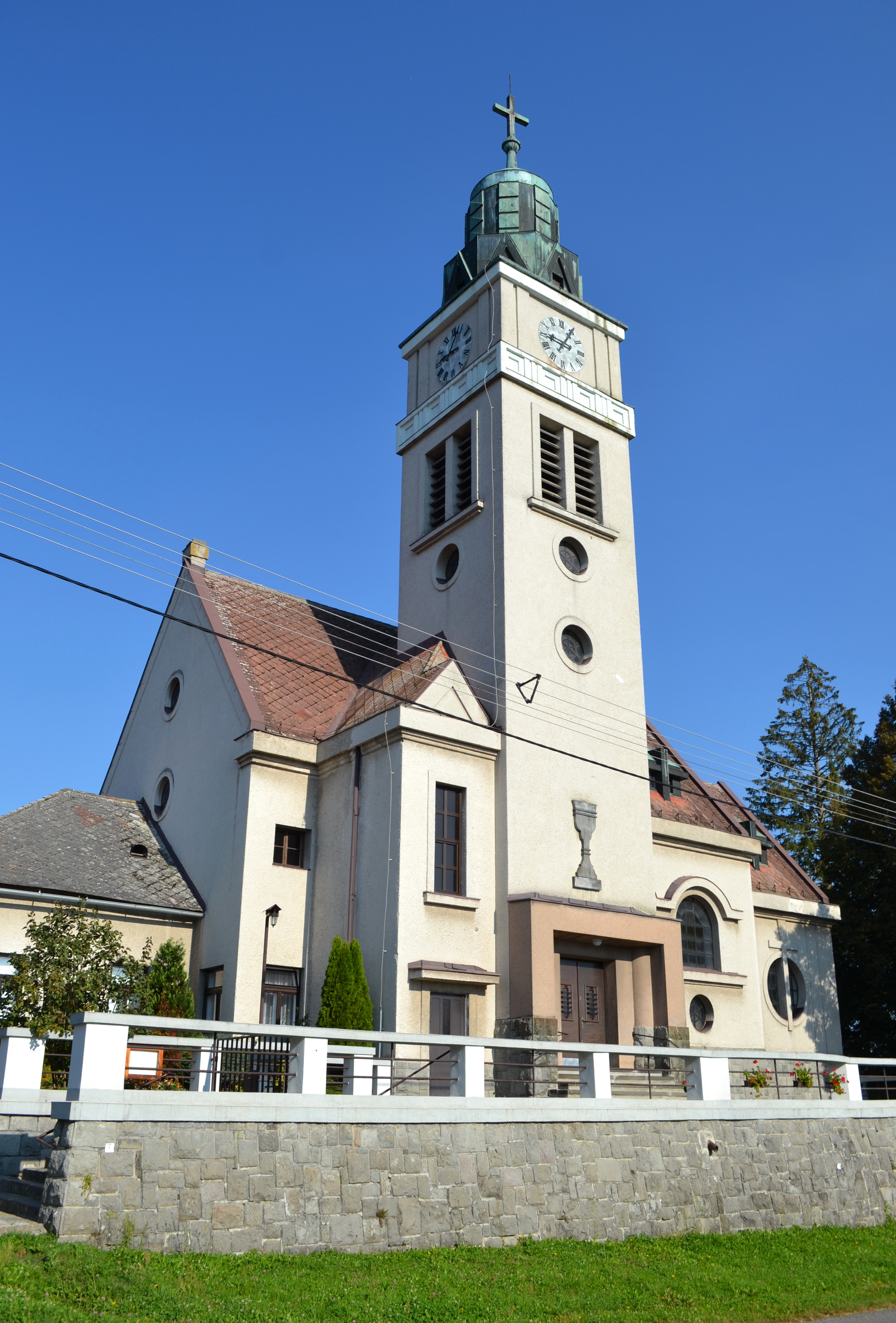
Евангелистский костёл

## История
Первое упоминание встречается в 1254 году, когда деревня получила городские привилегии от венгерского короля Белы IV как шахтёрский городок. Немецкие поселенцы впервые поселились здесь в 1270 году. В 16 веке жители платили дань Османской империи. В 17 веке деревня принадлежала семье Эстерхази. В 16 веке венгерские правители подтвердили городские привилегии Бабины. Название села постепенно менялось с Бабучеки (1254), Бабачеки (1270), Бабазеки (1351), Бабина (1773). В XIX век пришла в упадок и потеряла статус города. Жители, в основном, занимались сельским хозяйством, немцы занимались добычей полезных ископаемых.

## Население
| Год:                | 1994 | 2004     | 2014     | 2024    |
| ------------------- | ---- | -------- | -------- | ------- |
| Количество человек: | 410  | 458      | 534      | 544     |
| Разница:            |      | +11,70 % | +16,59 % | +1,87 % |